# Russell County (Alabama)
Russell County is een county in de Amerikaanse staat Alabama.
De county heeft een landoppervlakte van 1.661 km² en telt 49.756 inwoners (volkstelling 2000). De hoofdplaats is Phenix City.

## Bevolkingsontwikkeling

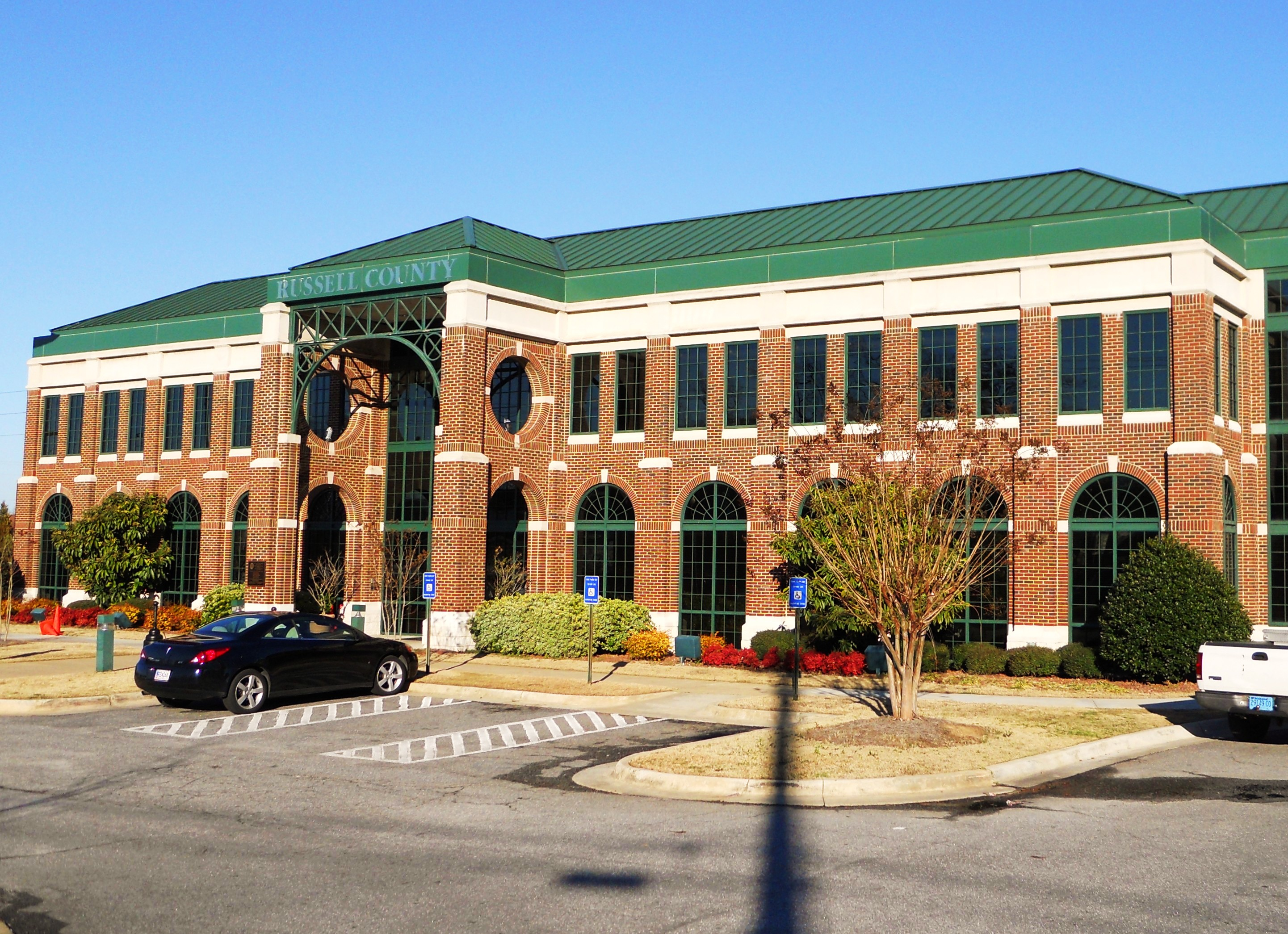
Russell County Courthouse